# Курибајаши Тадамичи
Курибајаши Тадамичи (јап. 栗林忠道, Kuribayashi Tadamichi; префектура Нагано, 7. јул 1891 — Иво Џима, 23. март 1945) је био генерал-потпуковник Јапанске царске армије и најпознатији је као командант гарнизона Јапанског царства на острву током већег дела Битке за Иво Џиму током Другог светског рата.
Одређен од стране премијера Хидекија Тоџа да брани острво Иво Џиму, Курибајаши је предводио јапанске снаге, без подршке из ваздуха или са мора, од отприлике 20.000 војника против инвазионе силе Сједињених Држава, која је бројала око 100.000 људи. У бици која је уследила многи јапански војници су се борили до погибије, а само 296 њих се предало. Генерал је погинуо при крају битке за Иво Џиму, и касније му је од стране јапанске владе одато признање за преданост и одлучну војну одбрану, коју је извео заједно са својим снагама, а против надмоћнијег непријатеља у сигурном сазнању да је смрт или пораз неизбежан.
Курибајаши је пре битке својој породици послао многа писма у којима је описивао своју судбину на острву, што је касније помогло да се поставе основе за историјске перспективе.